# Rutheniumtris(bipyridine)
Rutheniumtris(bipyridine) Ru(biPy)32+ is een complex ion dat bestaat uit een centraal atoom ruthenium met daaromheen drie moleculen 2,2'-bipyridyl. Rutheniumtris(bipyridine) wordt tot de MLCT complexen gerekend.
Een molecuul bispyridine bestaat uit twee ringvormige pyridinemoleculen die door een covalente binding aan elkaar vast zitten (C5H4N)2. Het stikstofatoom van de ring heeft een vrij elektronenpaar dat ervoor zorgt dat de ring als een ligand voor het rutheniumatoom kan dienen. Ieder bispyridinemolecuul is een bidentaat ligand. De in totaal zes stikstofatomen van de drie bispyridinemoleculen vormen zo een regelmatig achtvlak om het rutheniumatoom. Het complex kan verschillende ladingen dragen, 2+ en 3+, en wanneer het door een geschikt tegenion wordt vergezeld, chloride is gebruikelijk, is het goed oplosbaar in water.
Het complexe ion is vooral bij elektrochemici populair omdat elektronenoverdracht van en naar het ion bijzonder soepel verloopt. Die overdracht kost weinig activeringsenergie. Op die manier kan de overgang van de tweewaardige naar de driewaardige toestand van het ion zonder enige verliezen worden bewerkstelligd. Daarom is het in de elektrochemie een veel gebruikt reagens voor elektronenoverdracht. Het wordt ook in de foto-elektrochemie toegepast, waar men licht of zonlicht gebruikt om ladingsoverdracht tot stand te brengen en daar zijn verliezen ook niet gewenst.